# 加菲爾德 (阿肯色州)
加菲爾德（英語：Garfield）是一個位於美國阿肯色州本頓縣的市鎮。根據2020年美國人口普查，該地共人口593人，而該地的面積約為8.01平方千米。

## 地理
加菲爾德的座標為36°27′01″N 93°58′25″W / 36.45028°N 93.97361°W，而該地的平均海拔高度為454米（即1490英尺）。